# Chimaera jordani
Chimaera jordani is een vis uit de familie van draakvissen (Chimaeridae), orde (Chimaeriformes), die voorkomt in het oosten van de Atlantische Oceaan en het noordwesten van de Grote Oceaan. met name de open wateren rondom Japan, Madagaskar, and Mozambique. Chimaera jordani kan een maximale lengte bereiken van 64 cm en komt voor op diepten van  750 tot 1600 m.